# Valentín Pueyo
Valentín Pueyo Bonet (1908- ¿?) fue un notario navarro en Lecumberri más conocido por haber sido presidente del Club Atlético Osasuna desde 1955 hasta 1959.
| Predecesor: Anastasio Andía | Presidente del Club Atlético Osasuna 1955-1959 | Sucesor: Jacinto Saldise |